# Tylophora dahomensis
Tylophora dahomensis är en oleanderväxtart som beskrevs av Karl Moritz Schumann. Tylophora dahomensis ingår i släktet Tylophora och familjen oleanderväxter. Inga underarter finns listade i Catalogue of Life.